# Neurobathra
Neurobathra is een geslacht van vlinders uit de familie mineermotten (Gracillariidae).
Het geslacht omvat volgende soorten:
- Neurobathra bohartiella Opler, 1971
- Neurobathra curcassi Busck, 1934
- Neurobathra strigifinitella (Clemens, 1860)